# Advanced Air Mobility
Advanced Air Mobility(AAM)는 미래의 도시 교통 체계이다.

## 상세
Advanced Air Mobility는 UAM의 상위 개념으로 복잡한 도심을 비롯해 지역 거점 간 항공 이동까지 포함하는 이동수단이다. 미국 항공우주국(National Aeronautics & Space Administration, NASA)은 AAM을 항공 서비스가 부족하거나 항공 서비스를 받지 못하는 장소 사이에 사람과 화물을 이동하는 항공 운송 시스템이라고 정의한다. 부품 개발은 감항인증을 고려하여 개발되며, 착륙장치는 자동차의 서스펜션과 유사한 구조로, 완충장치와 타이어로 구성된다. 또한 본체에 전달되는 하중을 상쇄하는 스프링이 적용된다.

## 개발 현황
2020년 1월, CES 2020에서 현대자동차가 우버와 함께 개인용 비행체 PAV인 S-A1을 발표했다. 
2021년 6월 24일, Advanced Air Mobility 운영 환경 구축을 위해 글로벌 드론전문운용업체 ANRA 테크놀로지와 파트너십을 체결했다. 이착륙장은 영국 어반에어포트와 협력하고 있으며, 영국 코번트리 지역 내 플라잉카 전용 공항 에어원 건설에도 참여하고 있다.
2021년 11월, 미국에 AAM 사업 독립 법인 ‘슈퍼널’을 설립했다.
2022년 5월 25일, 국내 관련 학회 관계자 및 전공 교수 등을 초청해 ‘AAM 테크데이’ 행사를 개최했다.AAM 테크데이 행사에서 현대자동차그룹은 수소연료전지와 배터리 기반의 멀티콥터 드론 ‘프로젝트N’의 성과와 AAM 사업방향성, 기술개발 계획 등을 소개했다.
2024년 1월 10일, CES2024에서 현대자동차그룹의 AAM 독립 법인 슈퍼널이 차세대 AAM 기체 S-A2의 실물 모형을 공개하고 항공 모빌리티 미래 전략을 발표했다. S-A2는 길이 10m, 폭 15m의 크기로 조종사를 포함해 총 5명이 탈 수 있다. 2028년 상용화 및 최대 400~500m의 고도, 시속 200km/h 비행을 목표로 개발 중이다.

## 같이 보기
- 교통수단
- 무인 항공기
- 슈퍼널
- S-A1
- S-A2